# SU Andromedae
Désignations
SU Andromedae est une étoile carbonée de la constellation d'Andromède. Il s'agit d'une étoile variable irrégulière à longue période avec une magnitude apparente qui varie de 8,0 à 8,5.

## Variabilité

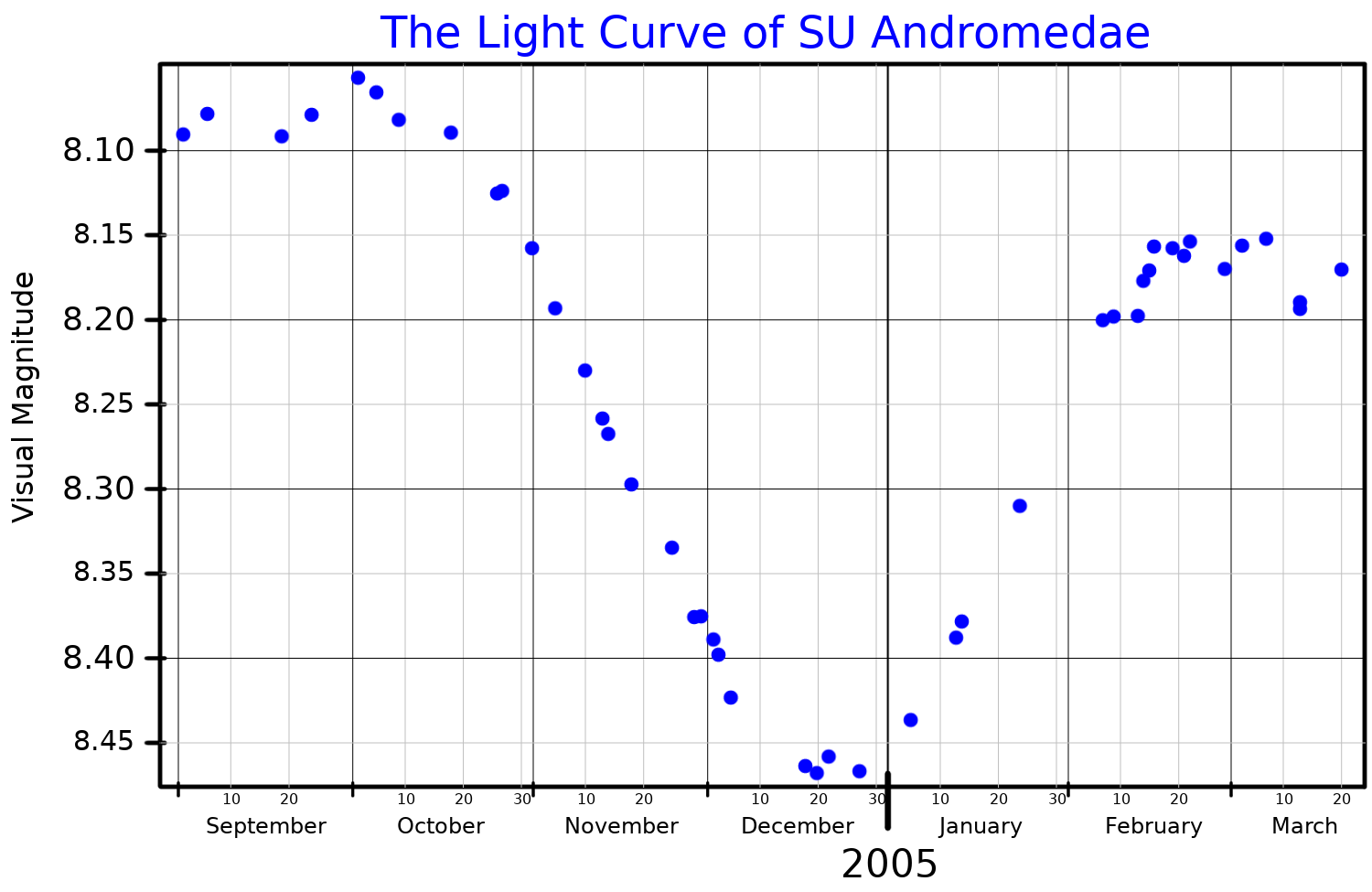
Courbe de lumière de SU Andromedae.

T. H. E. C. Espin (en) a noté la variabilité possible de cette étoile en 1895. Williamina Fleming examinait en 1906 des plaques photographiques prises dans le but de créer le catalogue Henry Draper lorsqu'elle l'a découverte et confirmée de manière indépendante comme une étoile variable.

## Spectre
Il est dominé par des raies de Swan avec la molécule C2. Ces étoiles ont été classées comme type N selon la classification de Harvard, étoiles dont le continuum bleu est complétement obscurci par les bandes d'absorption moléculaire. Les types spectraux d'étoiles de carbone ont ensuite été affinés dans le système Morgan-Keenan et SU Andromedae était généralement classée comme C64, indiquant une étoile carbonée assez froide et l'indice 4 montrant une intensité modeste de la raie de Swan.
Selon le système Morgan-Keenan moderne révisé, SU Andromedae est classée C-N5 C26-. Le type spectral CN sert à distinguer les étoiles du type CR où le continuum bleu n'est pas entièrement caché par les bandes d'absorption. Une classification basée sur le spectre infrarouge est C5 II, encore une fois une étoile carbonée modérément froide avec une classe de luminosité II pour une géante brillante.

## Compagnon
SU Andromedae est à 22" d'une étoile de magnitude 12,77, probablement une étoile de la séquence principale avec un type spectral de F0. Cette étoile a une parallaxe (Gaia Data Release 2) de 0,747 9 ± 0,090 5 et une magnitude absolue d'environ +2,4. Il a un mouvement spatial presque identique à celui de SU Andromedae et est supposé être un compagnon co-mobile éloigné. Sur la base de cette hyptohèse, la magnitude absolue de SU Andromedae est estimée à environ -2,2.